# 薛绍徽
薛绍徽（1866年—1911年），字秀玉，号男姒。中国福建闽县（今福州）人，近代诗人、女作家和翻译家。
光绪六年(1880年)，薛绍徽嫁给外交官陈寿彭。
光绪二十六年(1900年)，薛绍徽和陈寿彭合作（陈寿彭口译，薛绍徽笔述）首次翻译儒勒·凡尔纳的科幻小说《八十日环游记》。该译本为中国翻译的第一部西方科幻小说。薛绍徽是中国第一位女翻译家。
1. 1 2  . www.ibrahimozcan.com.   [2024-03-23]. （原始内容存档于2024-03-23）.